# Hrabînivka (Kovalivka), Poltava
Hrabînivka (în ucraineană Грабинівка) este un sat în comuna Kovalivka din raionul Poltava, regiunea Poltava, Ucraina.

## Demografie
Componența lingvistică a localității Hrabînivka
     Ucraineană (86,67%)
     Rusă (12,38%)
     Alte limbi (0,95%)
Conform recensământului din 2001, majoritatea populației localității Hrabînivka era vorbitoare de ucraineană (86,67%), existând în minoritate și vorbitori de rusă (12,38%).